# (33898) Kendra
2000 KQ53 (asteroide 33898) é um asteroide da cintura principal. Possui uma excentricidade de 0.15103650 e uma inclinação de 2.27546º.
Este asteroide foi descoberto no dia 29 de maio de 2000 por LINEAR em Socorro.